# Accademia di Sedan
L'Accademia di Sedan (in francese: Académie de Sedan) è stata una accademia ugonotta di Sedan (Principato di Sedan), fondata nel 1579 e soppressa nel 1681. Essa fu uno dei centri principali di formazione dei pastori della Chiesa riformata in Francia, per circa un secolo.

## Storia
L'Accademia di Sedan venne modellata sull'Accademia di Ginevra (che è oggi l'Università di Ginevra), fondata da Giovanni Calvino nel 1559. Venne fondata su impulso di Françoise de Bourbon-Vendôme, figlia di Luigi III di Montpensier e moglie di Henri-Robert de La Marck (il primo Principe di Sedan) nel 1579. Inizialmente era nota come College di Sedan (Collège de Sedan). Nel 1601, il sinodo della Chiesa Riformata di Francia, riunito a Jargeau, decise di trasformare il College di Sedan nell'Accademia per l'istruzione dei pastori protestanti. L'Accademia di Sedan fu soppressa nel 1681 a seguito delle misure contro i protestanti emanate da Luigi XIV che nel 1685 sfociarono nell'Editto di Fontainebleau.